# مريتشغان
مريتشغان (بالفارسية: مریچگان) هي قرية تقع في قسم رادكان الريفي (مقاطعة تشناران) في إيران. يقدر عدد سكانها بـ 233 نسمة بحسب إحصاء 2016.